# Jiun Onkō

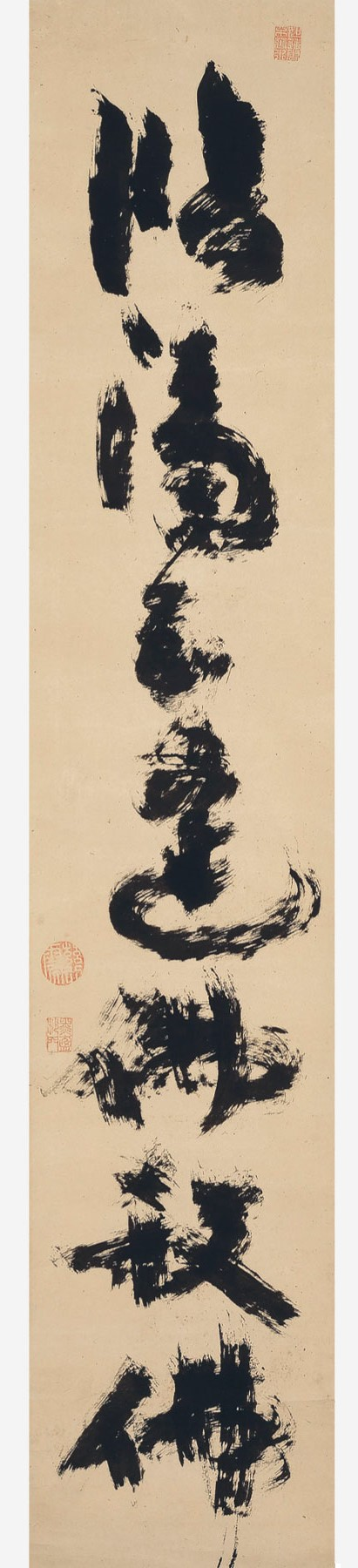
Kalligraphie von Jiun Onkō

Jiun Onkō (japanisch 慈雲 飲光, auch einfach Jiun oder Onkō; geboren 24. August 1718 in Osaka (Provinz Settsu); gestorben 22. Januar 1804 in Kyōto) war ein japanischer Priester der Shingon-Richtung des Buddhismus in der Edo-Zeit. Er ist bekannt als Sanskrit-Forscher und als Kalligraph.

## Leben und Wirken
Jiun Onkō ist bekannt für seine Wiederbelebung religiöser Gebote und für seine Forschung zu Sanskrit (梵学, Bongaku). Er wurde daher als „Nihon no Shōshaka“ (日本の小釈迦) – „Kleiner Buddha Japans“ bezeichnet. Seine „Go“ sind „Hyakufuchi Dōji“ (百不知 童子), „Hyakufuku Dōsha“ (百福 道者), Sōryūsō (双竜叟) und „Katsuragi Sanjin“ (葛城山人). Er wurde allgemein unter anderem „Jiun Sonja“ (慈雲尊者), „Jiun-san“ (慈雲さん) oder „Katsuragi Sonja“ (葛城尊者) genannt. Sein Kindheitsname war „Manjirō“ (満次郎). Sein Vater war Kamitsuki Yasunori (上月 安範; 1665–1730) und seine Mutter gehörte dem Kuwabara-Klan (桑原藩) an.
Jiun wurde als siebter Sohn im Anwesen  der Takamatsu-Domäne  (高松藩) im Stadtteil Nakanoshima (中之島) von Osaka geboren. Er trat im Alter von 13 Jahren unter  Ningō (忍綱; 1671–1750) in das Priestertum ein. Im Alter von 18 Jahren studierte er Konfuzianismus unter Itō Tōgai (1670–1736) in Kyōto und im Alter von 24 Jahren Zen bei dem Zen-Meister Daimai (大梅; 1682–1757) in der Provinz Shinano (Heute Präfektur Nagano). Er reiste durch ganz Japan, um zu studieren und zu praktizieren. Um 1744 errichtete er den Tempel Chōei-ji (長栄寺) in der Gegend von Takaida (高井田) in der Provinz Settsu mit dem Motto „Rückkehr zu Shakyamuni“ (釈尊に帰れ).
Im Alter von 41 Jahren baute Jiun für sich die Klause „Sōrū-an“ (双龍庵) in den Bergen von Ikoma und verbrachte zehn Jahre damit, das 1.000 Bände umfassende Sanskrit-Lehrwerk Shinryō (梵学津梁) als Manuskript fertigzustellen. Darüber hinaus predigte er die „Zehn Tugendgebote“ (十善戒, Jū Zenkai) im Tempel Amida-ji (阿弥陀寺) in Kyōto und machte den Tempel Kōki-ji (高貴寺) in der Provinz Kawachi (Heute Präfektur Osaka) zur Grundlage des wahren Gesetzes. 1804 verstarb er im Alter von 87 Jahren im Amida-ji.
Zu Jiuns weiteren Veröffentlichungen gehören „Jū Zen-Hōgo“ (十善法語) und „Hōfuku Zugi“ (方服図儀) und „Nanka Kikiden Kairan-shō“ (南海寄帰伝解纜鈔). Er war auch für seine Forschungen zum Shintoismus bekannt und verkündete eine eigene Variante, den „Unden Shintō“ (雲伝神道).
1926 erfolgte die Gesamtausgabe der Werke von Jiun Onkō unter dem Titel „Jiun Sonja zenshū“ (慈雲尊者全集).